# Nébuleuse de la Lyre
M57
Pour les articles homonymes, voir Lyre (homonymie), Anneau et M57.
La nébuleuse de la Lyre ou nébuleuse de l'Anneau ou Messier 57 (M57 du catalogue de Messier) ou NGC 6720 est une nébuleuse planétaire de la constellation de la Lyre. 

## Présentation
Variante des nébuleuse de l'Hélice ou nébuleuse de l'Œil de Chat, située à 2 300 années-lumière de la Terre, cette nébuleuse planétaire du bras d'Orion de la Voie lactée s'est formée au moment de l'évolution stellaire finale de fin de vie de son étoile centrale (similaire au Soleil), qui s'est contractée pour devenir une naine blanche, phase durant laquelle elle s'est débarrassée par expulsions successives de gaz de ses couches externes, pour former ses anneaux lumineux colorés.

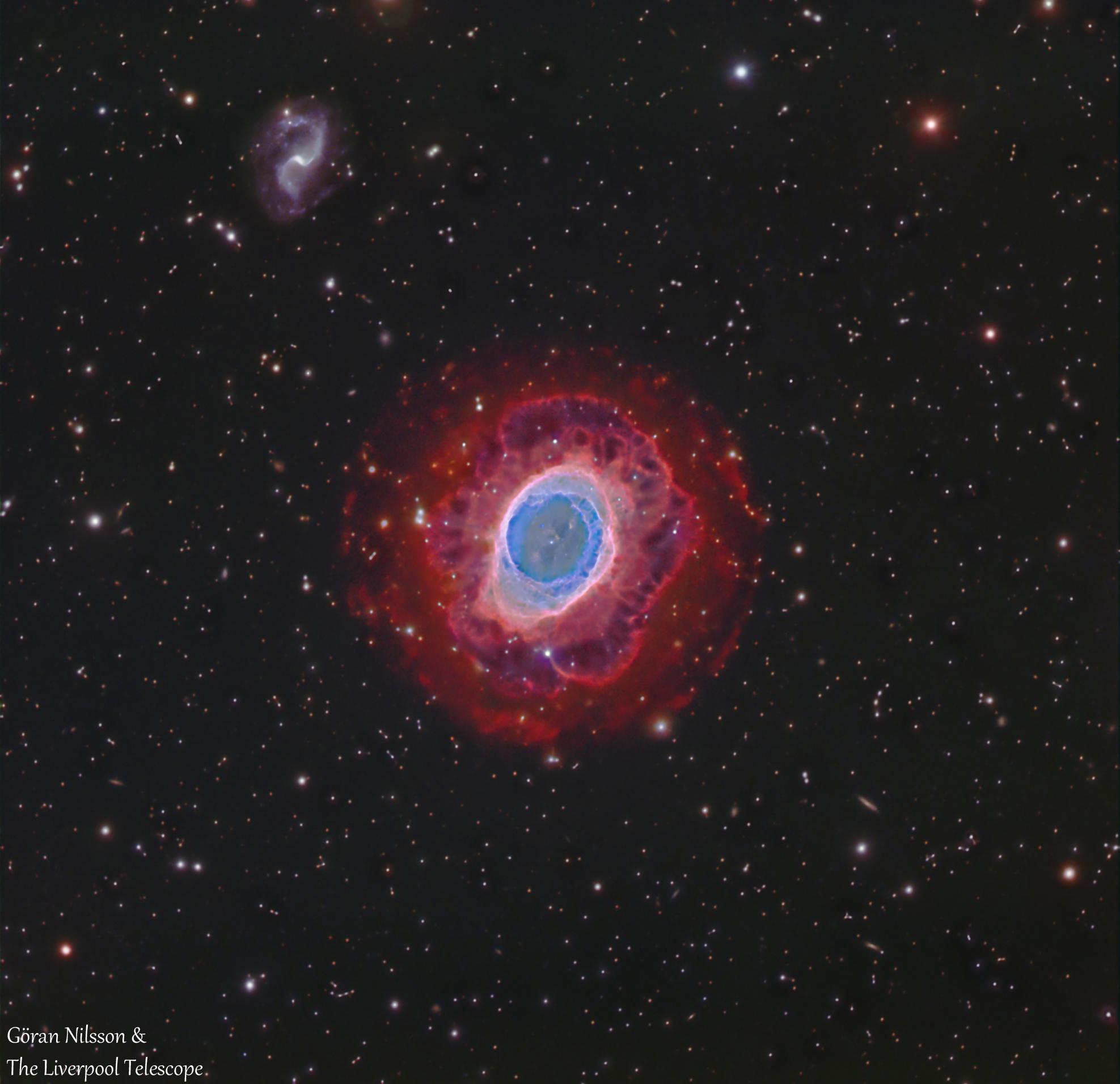
Image du télescope de Liverpool
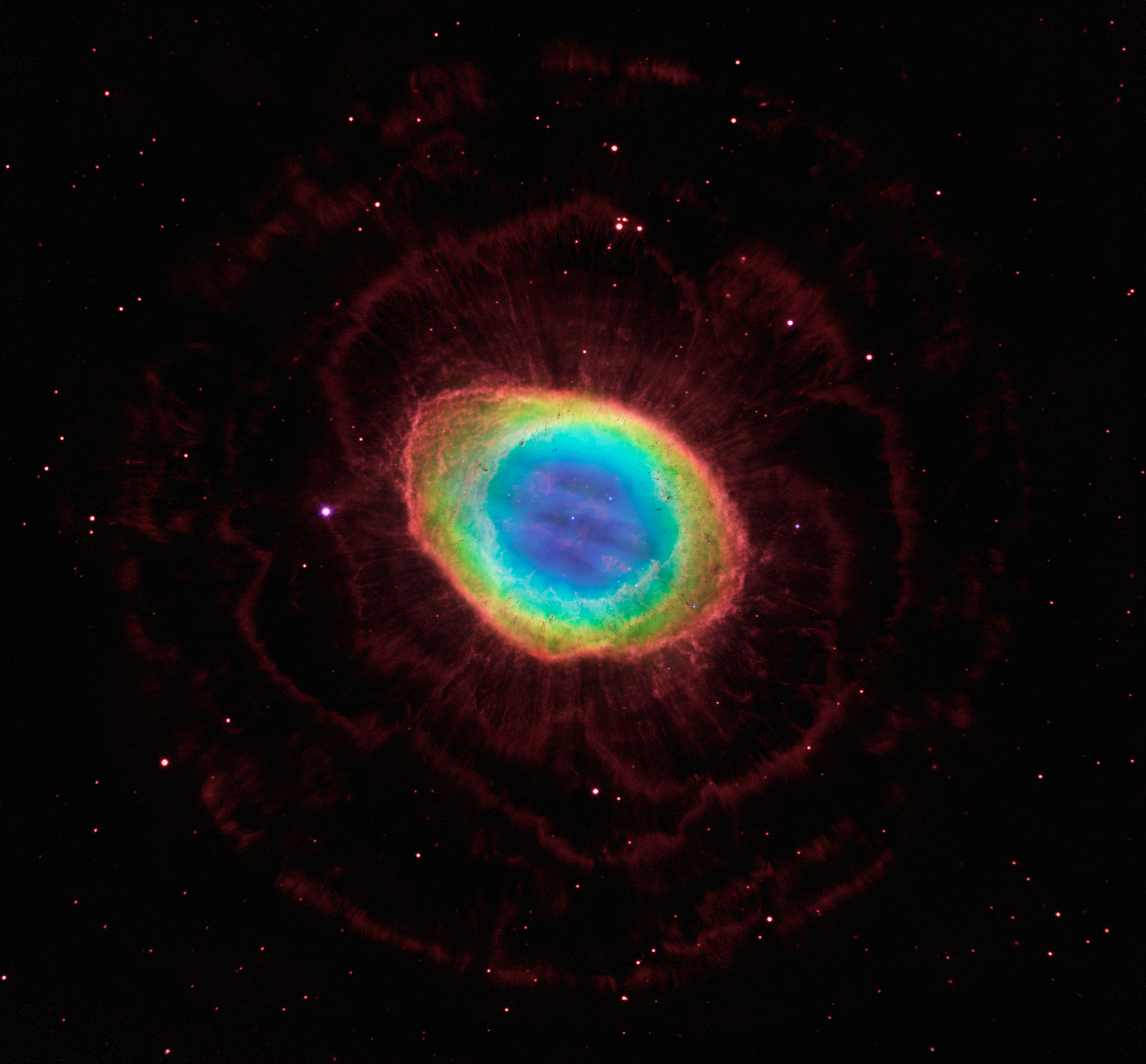
Image composite en lumière visible et infrarouge.
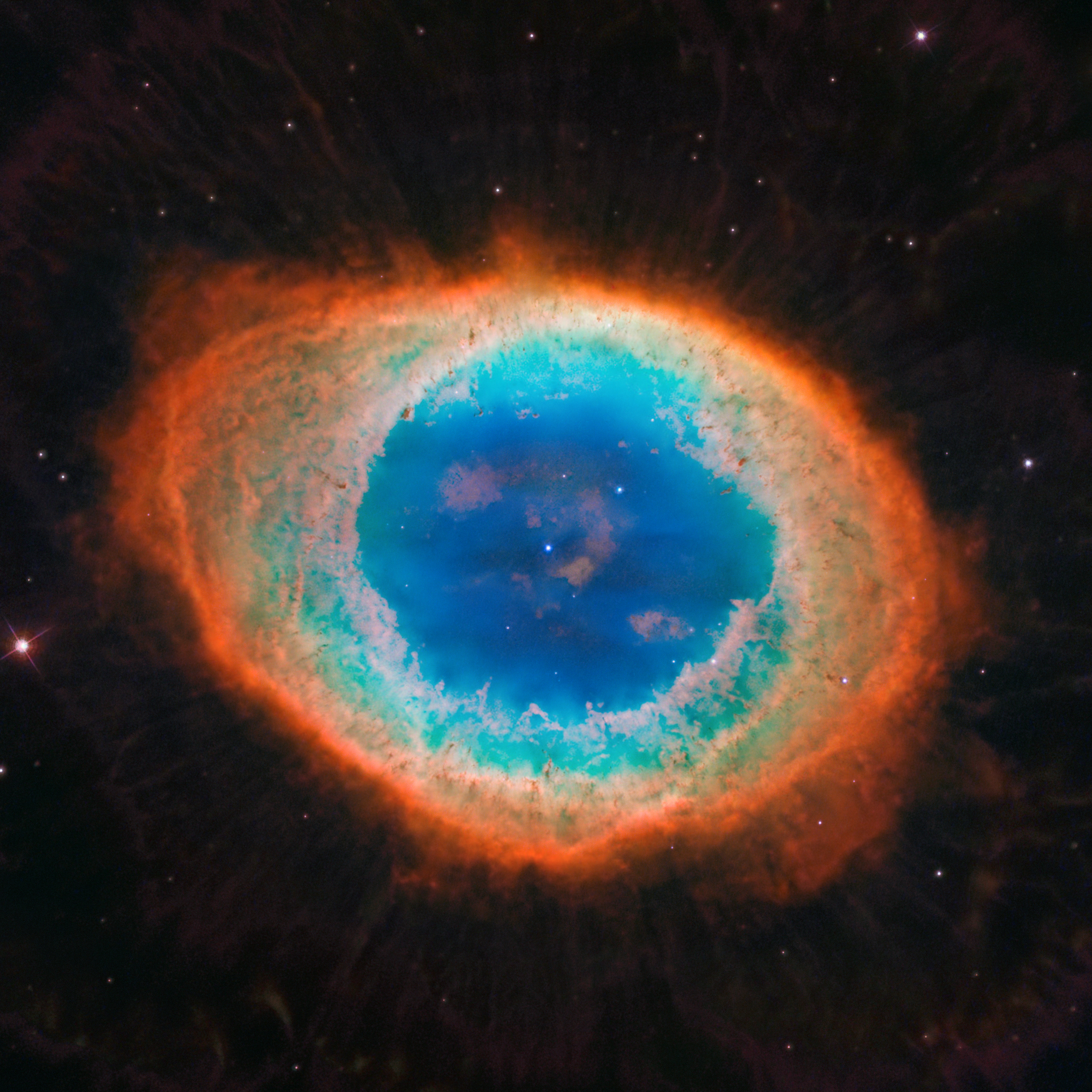
Image composite des télescopes Hubble et Spitzer.
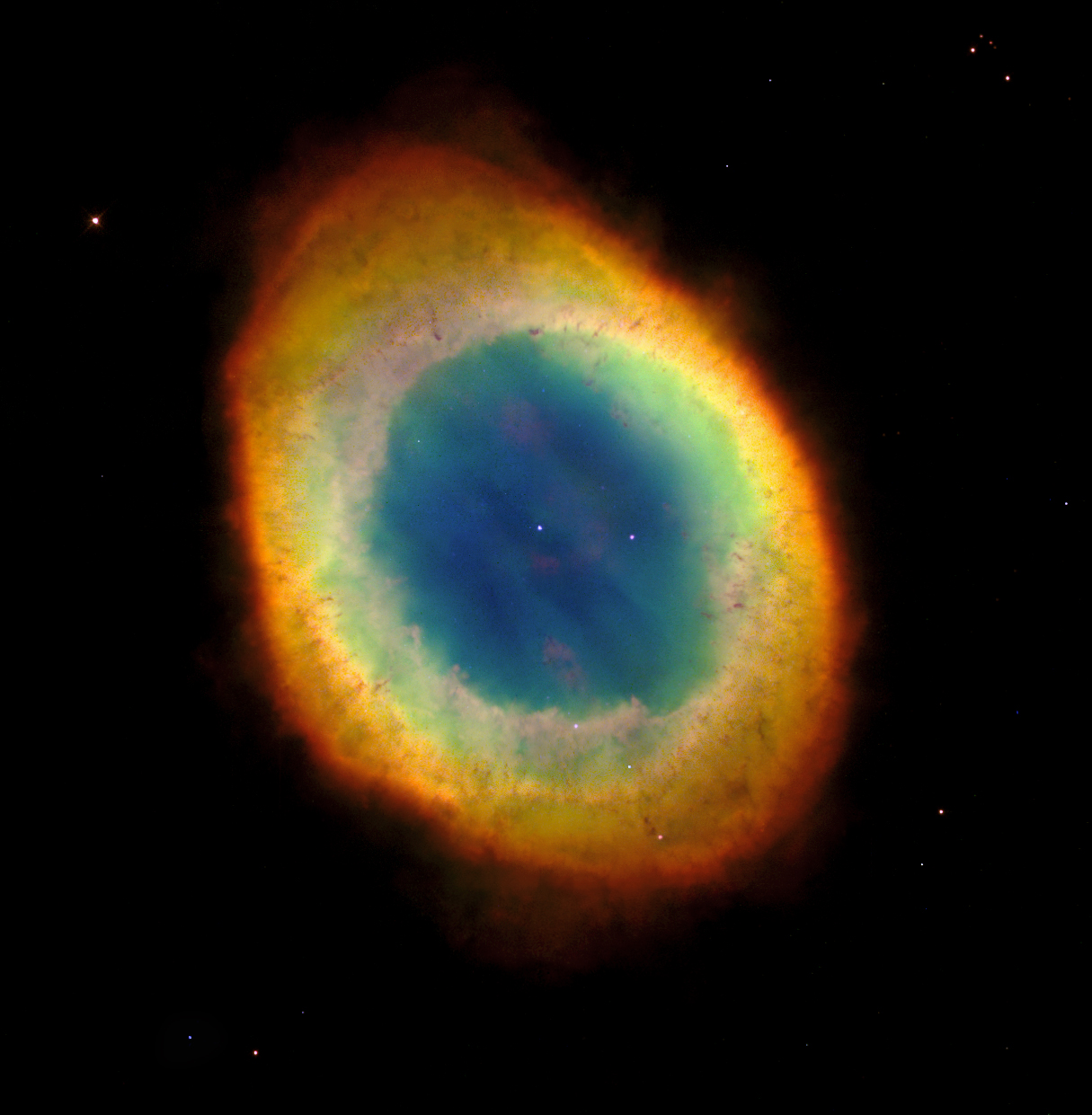
Image du télescope spatial Hubble.

## Histoire des observations

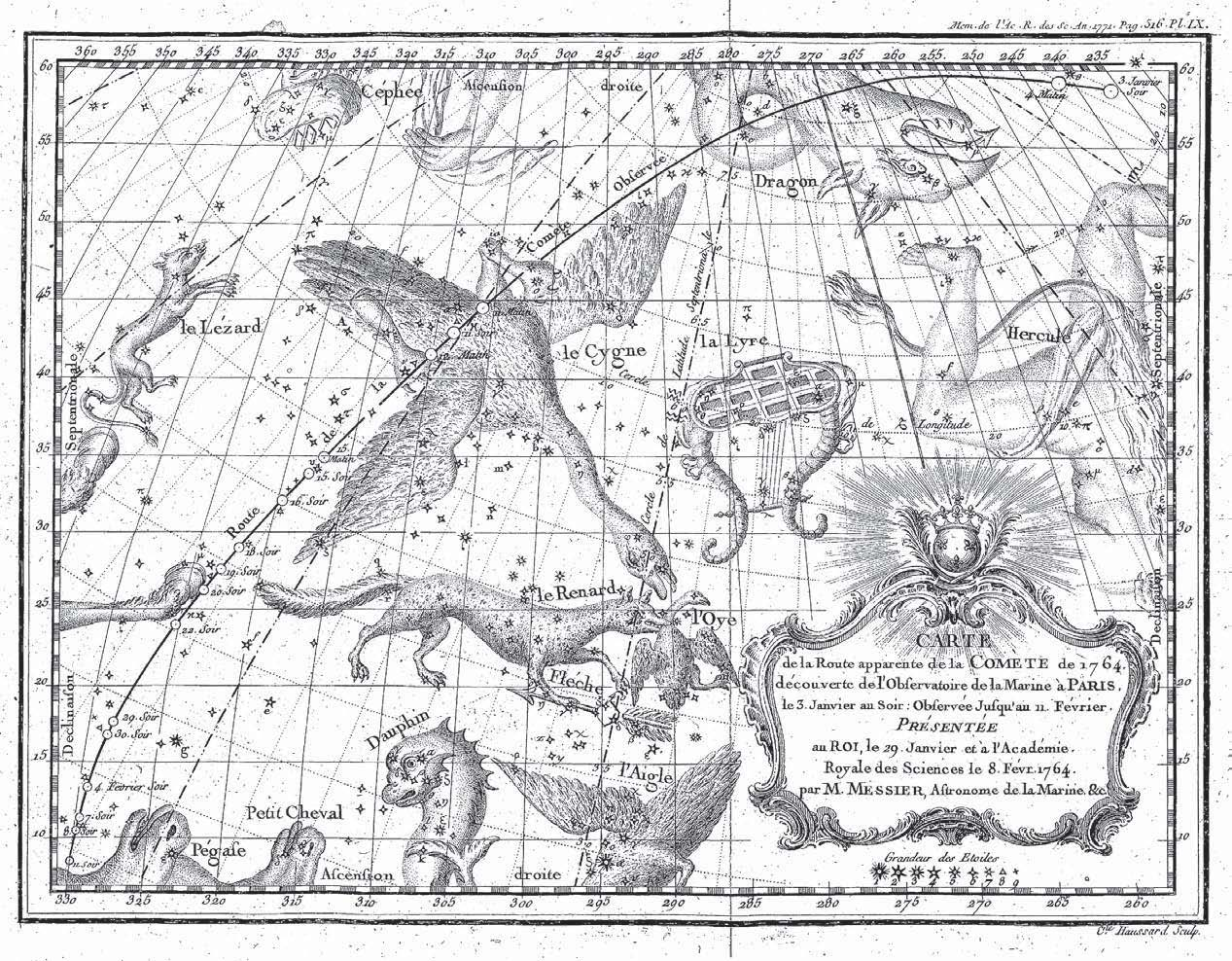
Carte du Ciel et de la constellation de la Lyre de Charles Messier (1764).

M57 est découverte par l'astronome français Charles Messier en 1779. Elle est la deuxième nébuleuse planétaire de son catalogue de Messier de 1774, découverte après sa nébuleuse de l'Haltère (M27). Messier était à la recherche de comètes, lorsqu'il a découvert la nébuleuse planétaire le 31 janvier. Le rapport de Messier sur sa découverte indépendante de la comète C/1779 A1 (Bode) est parvenu à l'astronome français Antoine Darquier de Pellepoix deux semaines plus tard et il a alors en cherchant cette comète découvert indépendamment M57. Darquier écrivit plus tard qu'elle était « aussi grande que Jupiter et ressemblait à une planète qui s'estompe », ce qui a sans doute contribué ensuite à l'utilisation de la terminologie persistante de « nébuleuse planétaire ».
L'astronome allemand Johann Elert Bode a observé M57 dans la nuit du 27 au 28 août. Il rapporta qu'il a clairement vu cette nébuleuse entre les étoiles Beta Lyrae et Gamma Lyrae de la Lyre avec un télescope de Dollond de 3 pieds (91 cm de focale).

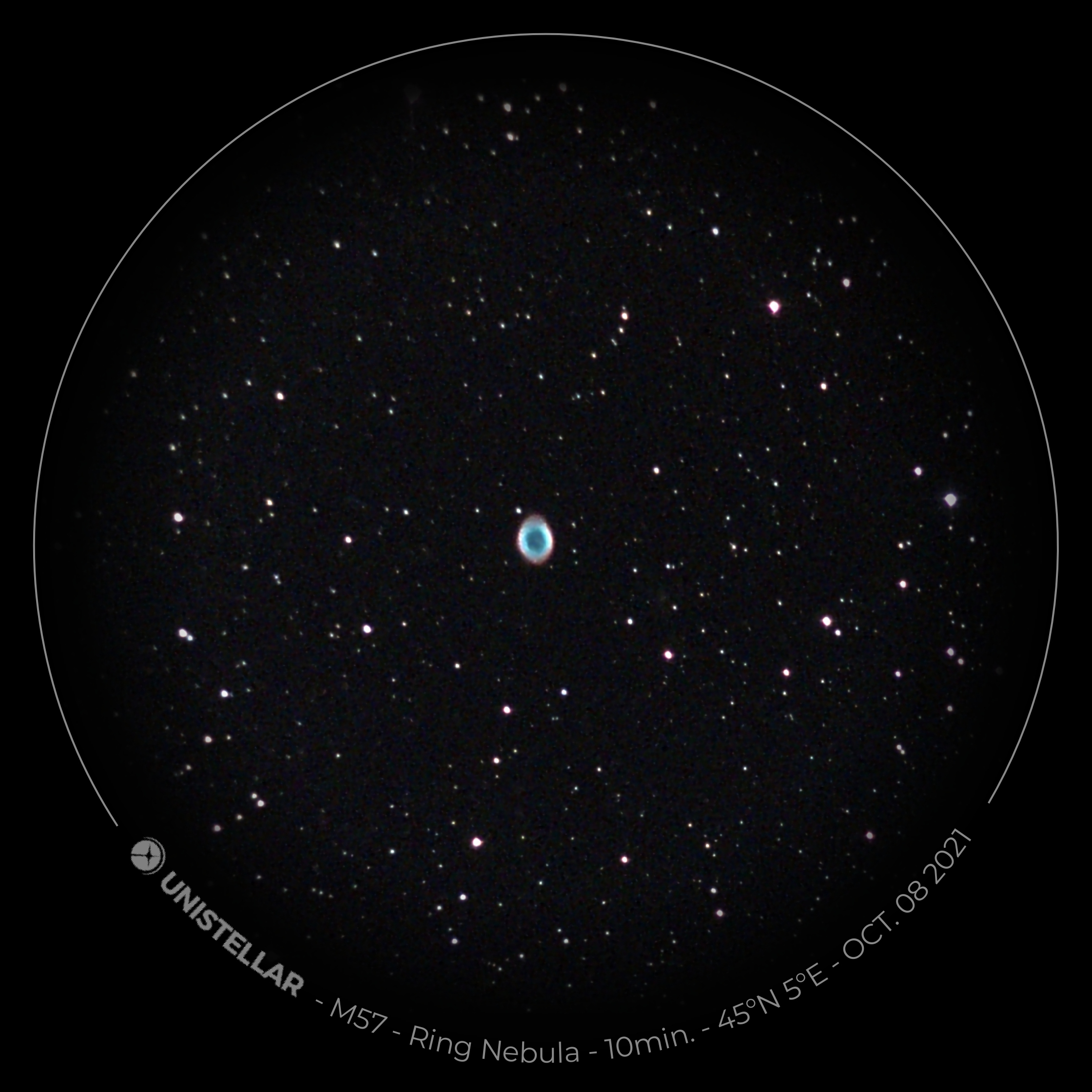
Vue avec un télescope amateur (eVscope).

William Herschel a observé à plusieurs reprises M57 qu'il a d'abord décrite comme une nébuleuse possédant une tache régulière, concentrique et sombre au milieu, probablement entouré d'un anneau d'étoiles. Dans toutes ses autres observations, Herschel émet l'hypothèse que l'anneau est constitué d'étoiles. Herschel trouvait que les nébuleuses planétaires alors connues ressemblaient à la planète Uranus qu'il avait découverte en 1781. C'est lui qui imagina l'appellation nébuleuse planétaire.
L'étoile centrale de M57 a été découverte en 1800 par l'astronome allemand Friedrich von Hahn (en).
John Herschel a observé M57 à de nombreuses reprises entre en 1828 et 1829. Dans son catalogue, sous la désignation GC 4447, il l'a décrite comme « une magnifique nébuleuse de forme annulaire, brillante, assez grande et considérablement étendue».

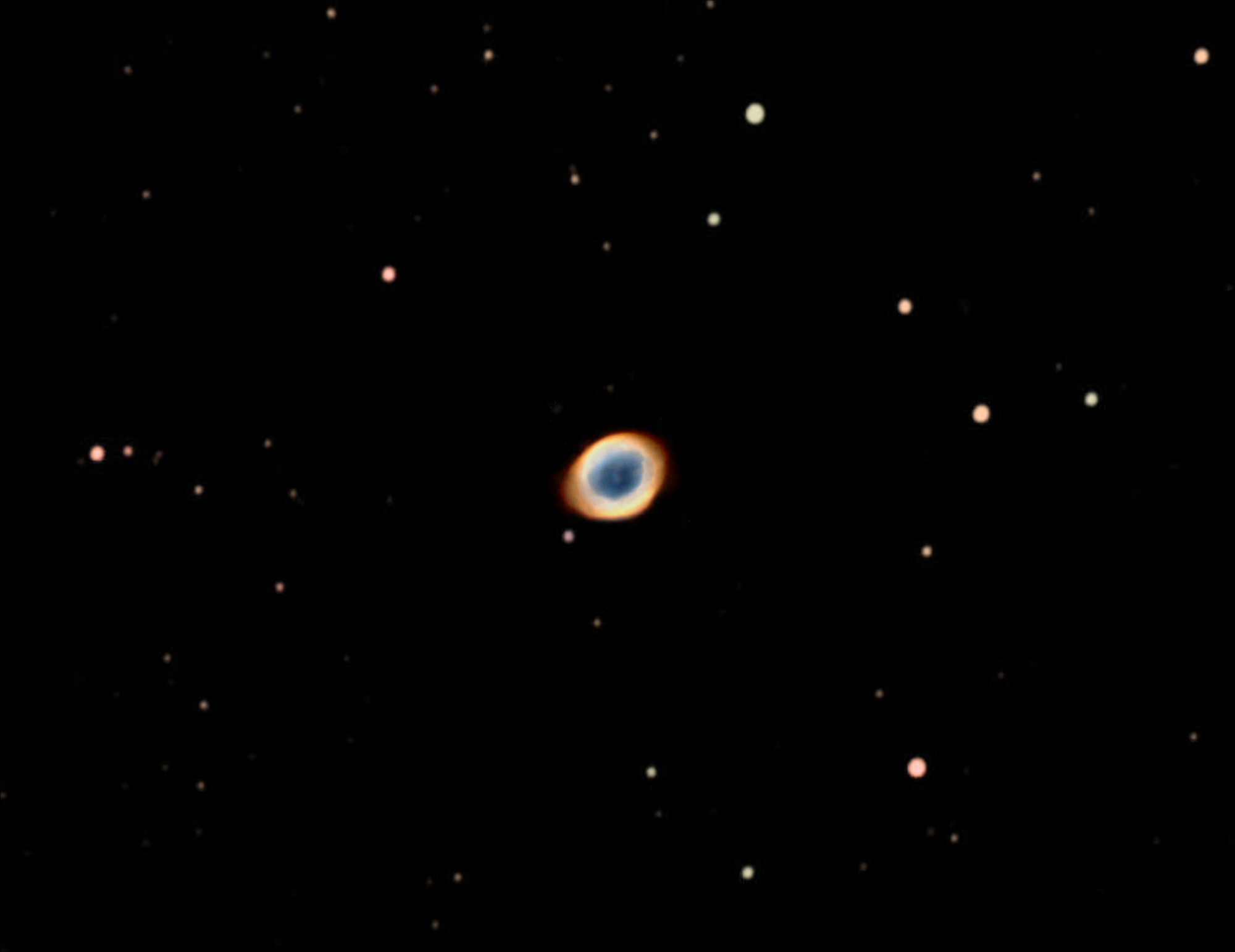
M57 par un télescope de 714 mm, par la Société Scientifique Flammarion.

William Henry Smyth et William Parsons (lord Rosse) l'ont aussi observée en 1835 et en 1844. En 1850, alors qu'il avait observé M57 à sept reprises, Lord Rosse souligne que les sept nébuleuses planétaires alors connues ne peuvent être considérées comme des agrégations semblables à notre Soleil ou aux étoiles fixes. Il soutient qu'il ne s'agit pas d'un corps solide ou liquide émettant de la lumière, mais que c'est de la matière à l'état gazeux émettant de la lumière.
Dans un article de William Huggins et William Allen Miller publié en 1864 par la Royal Society, M57 est décrit comme une nébuleuse annulaire, brillante, assez grande et considérablement allongée. Son spectre est faible indiquant que la luminosité de  M57 est plus faible que les autres nébuleuses examinées. Les auteurs soulignent qu'il est probable que la matière occupant la partie centrale de M57 soit de constitution similaire à celle de l'anneau en raison de ses caractéristiques spectrales.
John Dreyer a repris les termes déjà employés pour décrire M57 et l'a inscrite dans le New General Catalogue sous la désignation NGC 6720.
Heber Doust Curtis a réalisé une photographie  et un dessin de M57 qui ont été publiés en 1918 dans le livre « Descriptions of 762 Nebulae and Clusters Photographed with the Crossley Reflector ».

## Observation

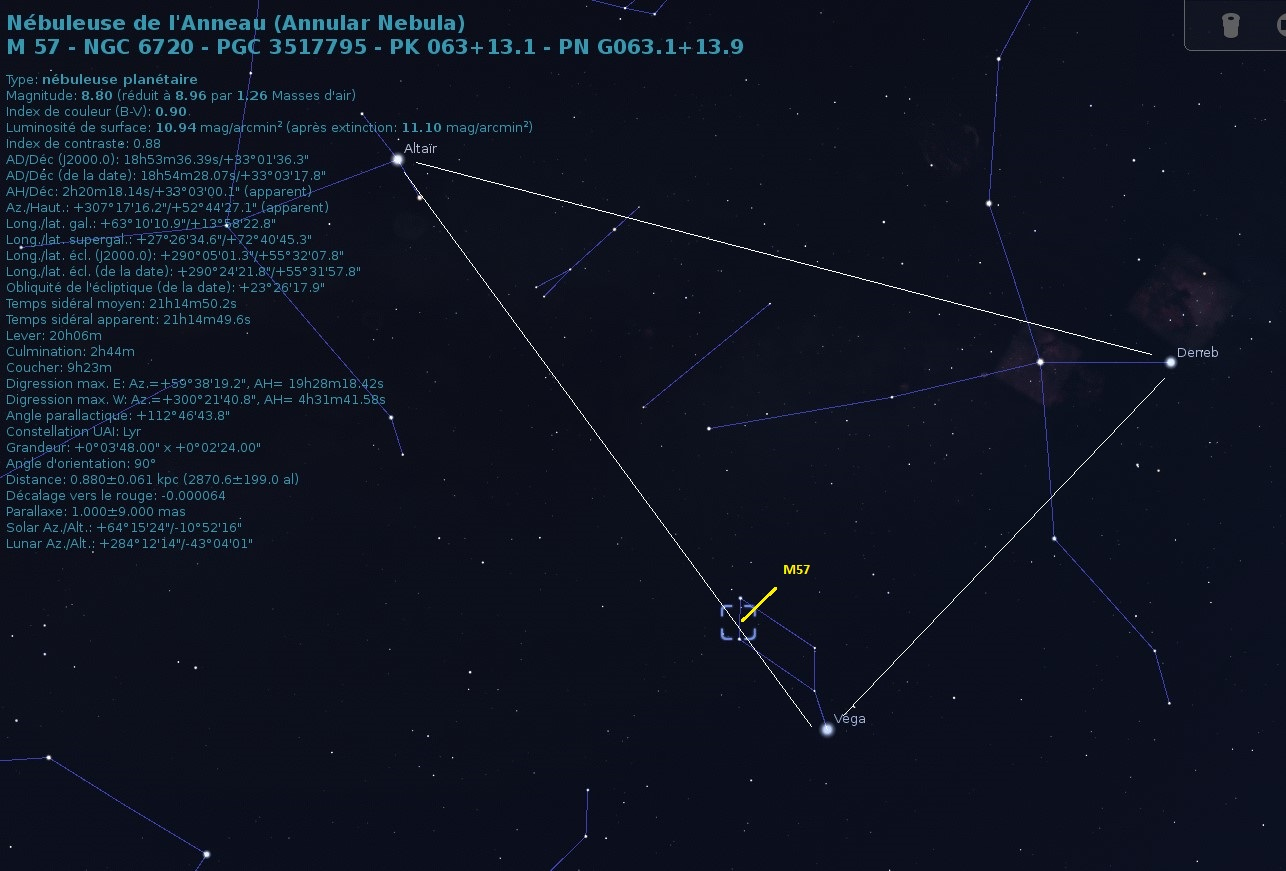
Emplacement de M57 dans le ciel de la Terre.

Cette nébuleuse est présente dans le ciel de l'hémisphère nord et observable toute l'année, dans les meilleures conditions entre mai et septembre. Elle se situe dans la constellation de la Lyre, l'un des sommets du Triangle d'été, ce qui facilite sa recherche (surtout quand elle occupe le zénith, pendant les mois d'été).

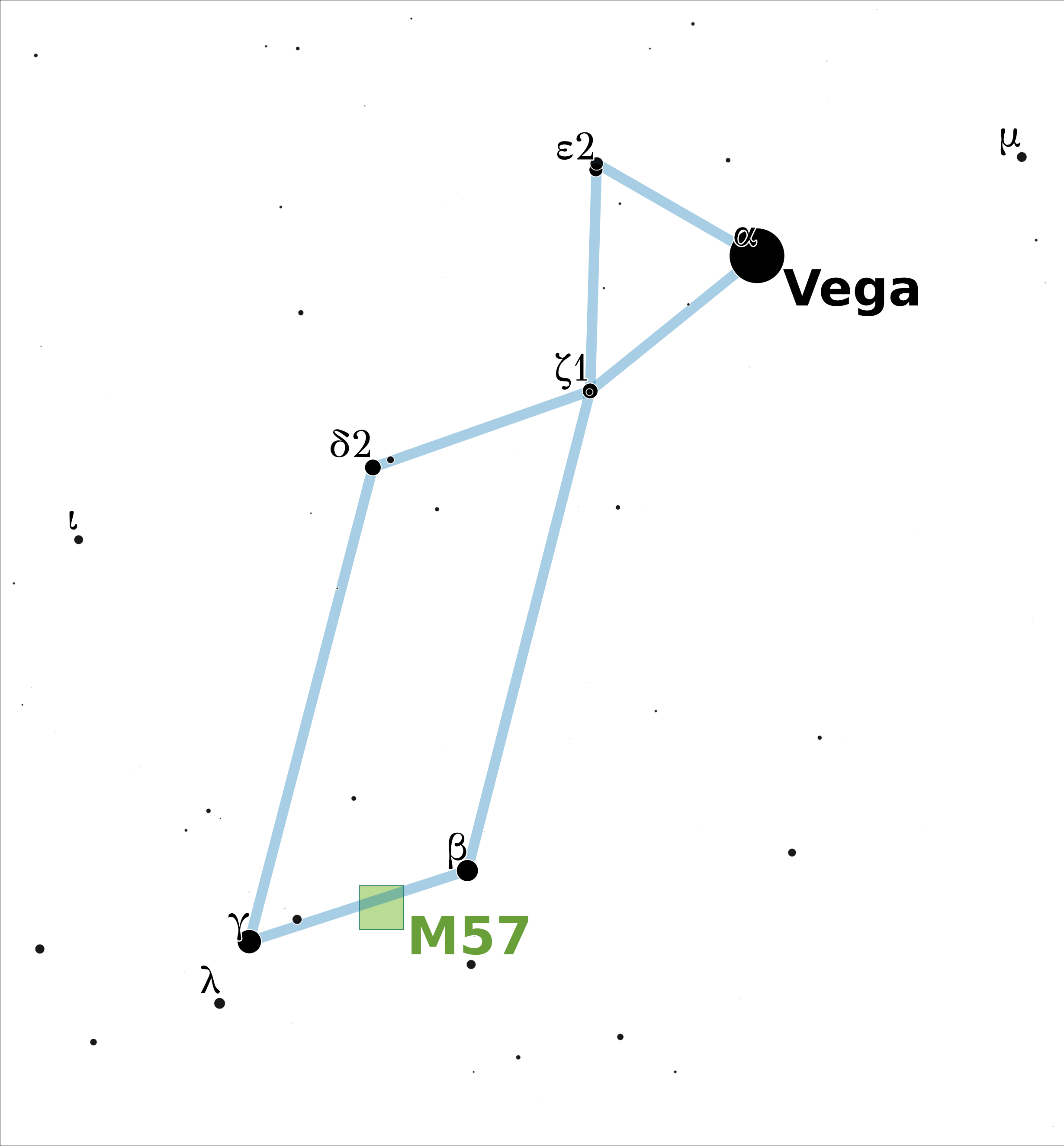
Constellation de la Lyre.

M57 est relativement facile à localiser. On trouve d'abord l'astérisme du Triangle d'été constitué des trois étoiles les plus brillantes des constellations de l'Aigle (Altaïr), du Cygne (Deneb) et de la Lyre (Véga). M57 est situé entre les étoiles Beta et Gamma Lyrae à environ un tiers de la distance à partir de Beta
Sa magnitude n'est que de 8,8, elle est donc invisible à l'œil nu. Son diamètre apparent est assez faible, ce qui diminue sa visibilité. Pour l'observer (et distinguer l'anneau), il faut utiliser un petit télescope ou une lunette astronomique, car son apparence dans des jumelles est semblable à un objet presque stellaire. Dans un petit instrument d'amateur avec un grossissement de 100, l'anneau commence à apparaître ainsi que le centre sombre. Une étoile de 12ème magnitude se trouve à une minute à l'Est du centre. Si la couleur peut être décelée, elle sera légèrement verte, ce qui est prévisible puisque presque toute sa lumière est émise dans seulement quelques raies spectrales vertes. Même avec de petits instruments il est possible de remarquer une légère ellipticité suivant un angle de position 60° pour le grand axe. De plus en plus de détails deviennent visibles si l'on utilise de plus grandes ouvertures et dans de bonnes conditions d'observation. Mais, même avec de grands instruments, l'étoile centrale ne sera visible que si les conditions sont exceptionnellement favorables, ou avec l'aide de filtres. Toujours avec de grands instruments, quelques petites étoiles peuvent être aperçues en premier plan ou en arrière-plan à l'intérieur de la partie en extension.

## Caractéristiques

### Distance, taille et vitesse
Deux distances basées sur les récents relevés du satellite Gaia sont indiquées sur la base de données astronomique Simbad : 787,650 ± 27,173 2 pc (∼2 570 al) et 786,968 ± 36,787 5 pc (∼2 570 al). Une valeur de 787 ± 37 pc peut représenter ces deux mesures.
Puisque sa taille apparente est de 3,0′, un calcul rapide montre que son envergure est égale à 2,24 ± 0,11 al.
Une publication de l'année 1995 rapporte une vitesse de −19,1 km/s.
Dans un article publié en 2007, on évalue les dimensions de son ellipsoïde à 0,10 pc x 0,13 pc x 0,20 pc' (0,33 x 0,62 x 0,65 al). Ces valeurs sont passablement plus petites de celles que l'on trouve ailleurs.

### Âge de la nébuleuse
La durée de vie d'une nébuleuse planétaire est très brève, seulement une dizaine de milliers d'années. L'estimation de l'âge d'une nébuleuse est passablement difficile à faire et il est surtout calculé par une méthode approximative basée sur sa taille et son taux d'expansion. L'évaluation de l'âge de M57 varie énormément d'une source à l'autre. De 6000 à 8000 ans, de 2500 à  ± 5600 ans selon une publication parue en 2003 et finalement 7000 ans selon une publication du même auteur principal parue en 2007.
Selon Corradi est ses collègues, l'âge du halo de la nébuleuse serait 31 000 ans et celui de la nébuleuse interne de 5 000 ans.

### Étoile centrale
L'étoile centrale est une naine blanche de la taille d'une planète comme la Terre et désignée HD 175353 ou WD 1851+329. Sa température de surface est de 120 000 K  et sa luminosité est environ 200 fois plus grande (Log10 ≈ 2,3) que celle du Soleil. Sa masse se situe entre 0,61 et 0,62 {\displaystyle M_{\odot }}. Selon Corradi et ses collègues, sa température est de l'ordre de 132 000 K (Log10) = 5,12) et sa luminosité est de 201 {\displaystyle L_{\odot }} (Log10) = 2,70).
Selon une autre source plus récente 2021, l'étoile au centre de cette nébuleuse exhibe un spectre de type spectral hgO(H). Sa magnitude visuelle est égale à 15,78 et sa masse est estimée à 1,537 {\displaystyle M_{\odot }}. Sa température de surface atteint les 112 kK ({\displaystyle Log(T_{eff})=5,05}) et sa luminosité est égale à 200 {\displaystyle L_{\odot }} ({\displaystyle Log(L/L{\odot })=2,3}). Le rayon de la nébuleuse est estimé à 0,147 pc et son âge est de 23 860 ans.

### Luminosité
Comme la plupart des nébuleuses planétaires, M57 est beaucoup plus brillante visuellement avec une magnitude de 8,8 que photographiquement avec une valeur de 9,7. Cela est dû au fait que la plus grande partie de leur lumière est émise dans très peu de raies spectrales.
Toutes les parties intérieures de cette nébuleuse ont une teinte bleu-vert causée par les raies d'émission d'oxygène doublement ionisé à 495,7 et 500,7 nm. Les raies spectrales dites interdites se produisent seulement dans des conditions de très basse densité, quelques atomes seulement par centimètre cube. Dans la région externe de l'anneau, une partie de la teinte rougeâtre provient de l'émission à 656,3 nm de l'hydrogène, une des raies de la série de Balmer. Les raies interdites de l'azote contribuent à la teinte rougeâtre à des longueurs d'onde de 654,8 et 658,3 nm.